# 叶盛镇
叶盛镇，是中华人民共和国宁夏回族自治区吴忠市青铜峡市下辖的一个乡镇级行政单位。

## 行政区划
叶盛镇下辖以下地区：
叶升社区、龙门村、光明村、盛庄村、叶升村、蒋滩村、地三村、张庄村、联丰村、五星村和正闸村。